# 후나카와 다쿠노스케
후나카와 다쿠노스케(일본어: 船川 琢之介, 1996년 6월 11일 ~ )는 일본의 축구 선수이다.

## 구단 경력
과거 블라우블리츠 아키타에서 활동하였다.